# Sarbanissa jordani
Sarbanissa jordani là một loài bướm đêm trong họ Noctuidae.